# Red Moon (Kalafinaのアルバム)
『Red Moon』（レッド・ムーン）は、Kalafinaの2枚目のオリジナルアルバム。2010年3月17日にSME Recordsから発売された。

## 概要
アニメ映画『イヴの時間 劇場版』主題歌や、NHK総合テレビで放送の歴史番組『歴史秘話ヒストリア』オープニングテーマ曲の別バージョンを収録している。ライブ映像およびドキュメントを収録したDVDと、フォトブックレットを含む特典付きの初回生産限定盤も同時発売された。
前作『Seventh Heaven』では劇場版『空の境界』の主題歌がコンセプトの中にあったため、シングル曲にもなった主題歌を全て収録していたが、本作はシングル『Lacrimosa』から通称第2期に入ったため、オリジナル楽曲が多数収録された。そのため、各マキシシングルのカップリング曲はいずれも収録されていない。

## 収録曲
（全作詞・作曲・編曲：梶浦由記）
1. red moon [6:37]
2. 光の旋律 [6:11]
  - テレビアニメ『ソ・ラ・ノ・ヲ・ト』オープニングテーマ

7thシングル
3. テトテトメトメ [4:50]
4. fantasia [5:21]
5. 春は黄金の夢の中 [3:54]
6. Kyrie [5:32]
7. 闇の唄 [5:02]
8. 星の謡 [5:38]
  - Windows・PS2用『信長の野望Online 〜新星の章〜』イメージソング
9. storia [5:25]
  - NHK歴史教養番組『歴史秘話ヒストリア』オープニングテーマ曲の別バージョン

5thシングル
10. intermezzo [1:58]
11. progressive [5:41]
6thシングル
12. Lacrimosa [4:12]
  - テレビアニメ『黒執事』後期エンディングテーマ

4thシングル
13. I have a dream [5:56]
映画『イヴの時間 劇場版』主題歌
  - 梶浦由記が所属していたSee-Sawの未発表曲で同タイトルのものが存在するが、同曲かは定かではない[注 1]。

DVD（初回限定盤のみ）
1. 〜2009.8.26 @ Shibuya O-EAST〜

- Lacrimosa
- storia

1. 〜2009.12.27 @ YOKOHAMA BLITZ〜

- progressive
- 光の旋律

1. Kalafina Note 〜5days in BOSTON〜